# Dracena (planta)
La dracena (Dracaena, del grec antic δράκαινα - drakaina, 'drac femella') és un gènere de la família de les Asparagàcies que inclou més de cent d'espècies d'arbres i arbusts xeròfits, com la D. americana, D. arborea, D. cinnabari, D. draco, D. ombet, i D. tamaranae, creixen en zones àrides i semidesèrtiques.

## Morfologia
Les dracenes són vegetals de mida arbòria amb troncs gruixuts i fulles rígides i de base ampla. Les espècies restants es coneixen com a dracenes arbustives. Són més petites i arbustives, amb tiges primes i flexibles, fulles en forma de corretja, i formen part del sotabosc a les selves. En el sistema de classificació APG III, és inclòs en la família de les asparagàcies, subfamília Nolinoideae (originàriament la família Ruscaceae). També fou originàriament separat (sovint amb Cordyline) en la família Dracaenaceae o inclosa en Agavaceae (ara Agavoideae). La majoria d'espècies són oriündes d'Àfrica, amb unes poques espècies al sud de l'Àsia i una a l'Amèrica central de clima tropical. El gènere segregat Pleomele s'inclou actualment dins de Dracaena. El gènere Sanseviera està estretament relacionat amb Dracaena i n'és un sinònim en el sistema Kubitzki. Les espècies de Dracaena presenten un meristema amb engruiximent secundari en el tronc. Aquest meristema monocotiledoni d'engruiximent secundari és força diferent del meristema espessidor que es troba en plantes dicotiledònies i s'anomena engruiximent "dracaenoide" per alguns autors. Aquest caràcter és compartit amb les espècies d'Agavoideae i Xanthorrhoeoideae i entre altres membres de les asparagales.
Algunes de les espècies arbustives, com D. deremensis, D. fragrans, D. godseffiana, D. marginata, i D. sanderiana, són populars com a plantes d'interior. Moltes en són tòxiques per als animals domèstics, encara que no en éssers humans, d'acord amb l'ASPCA entre d'altres. Els esqueixos arrelats del D. sanderiana són àmpliament comercialitzats als EUA com a "bambú de la sort", encara que només s'assembla superficialment als veritables bambús. Una resina de color vermell brillant, la sang de drago, es produeix a partir de D. draco i, en temps antics, de D. cinnabari. La sang de drago actualment comercialitzada és més probable que sigui de les palmes de vímet no relacionades amb Daemonorops.

## Taxonomia
El gènere inclou diverses espècies:

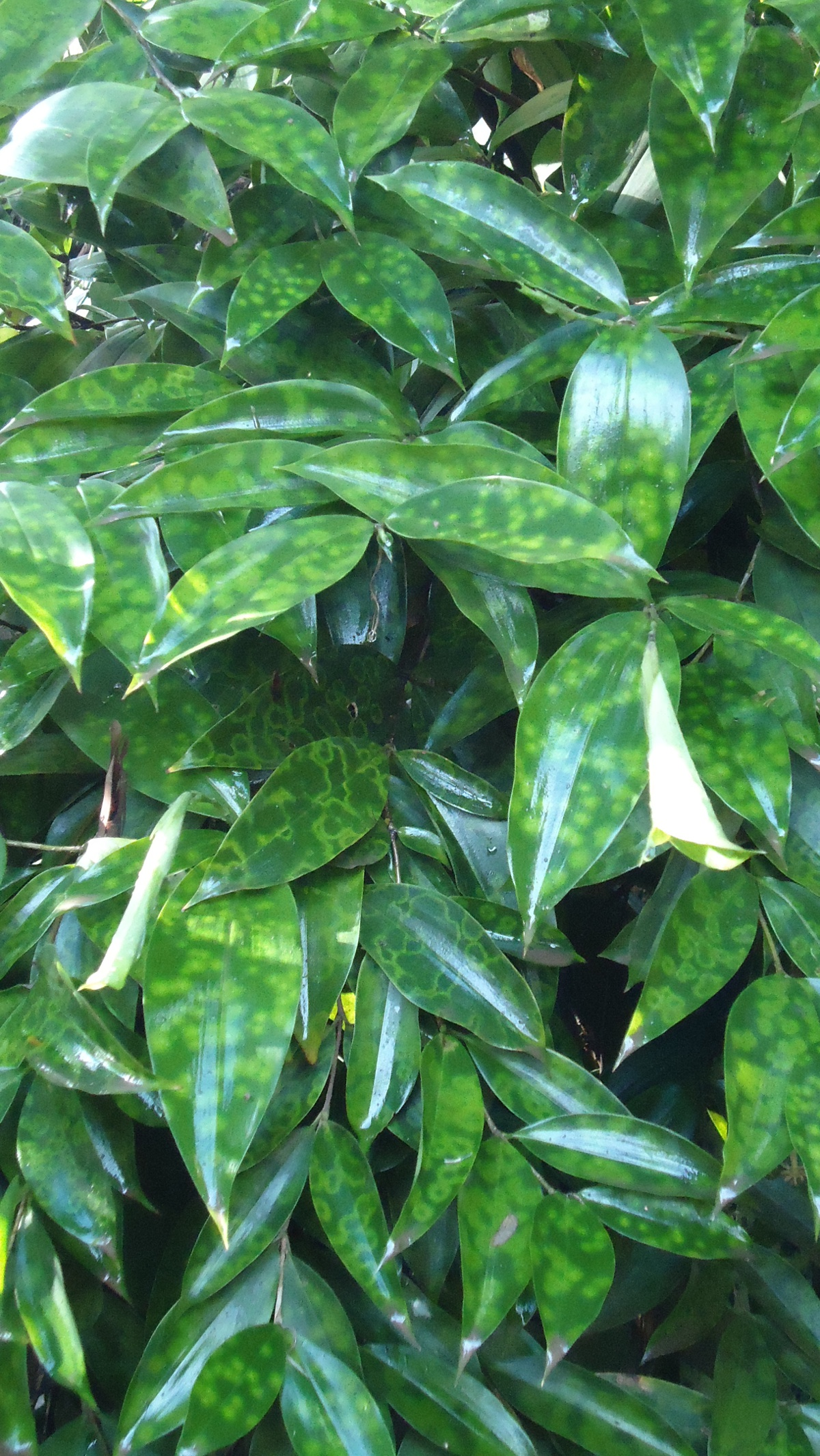
Dracaena surculosa

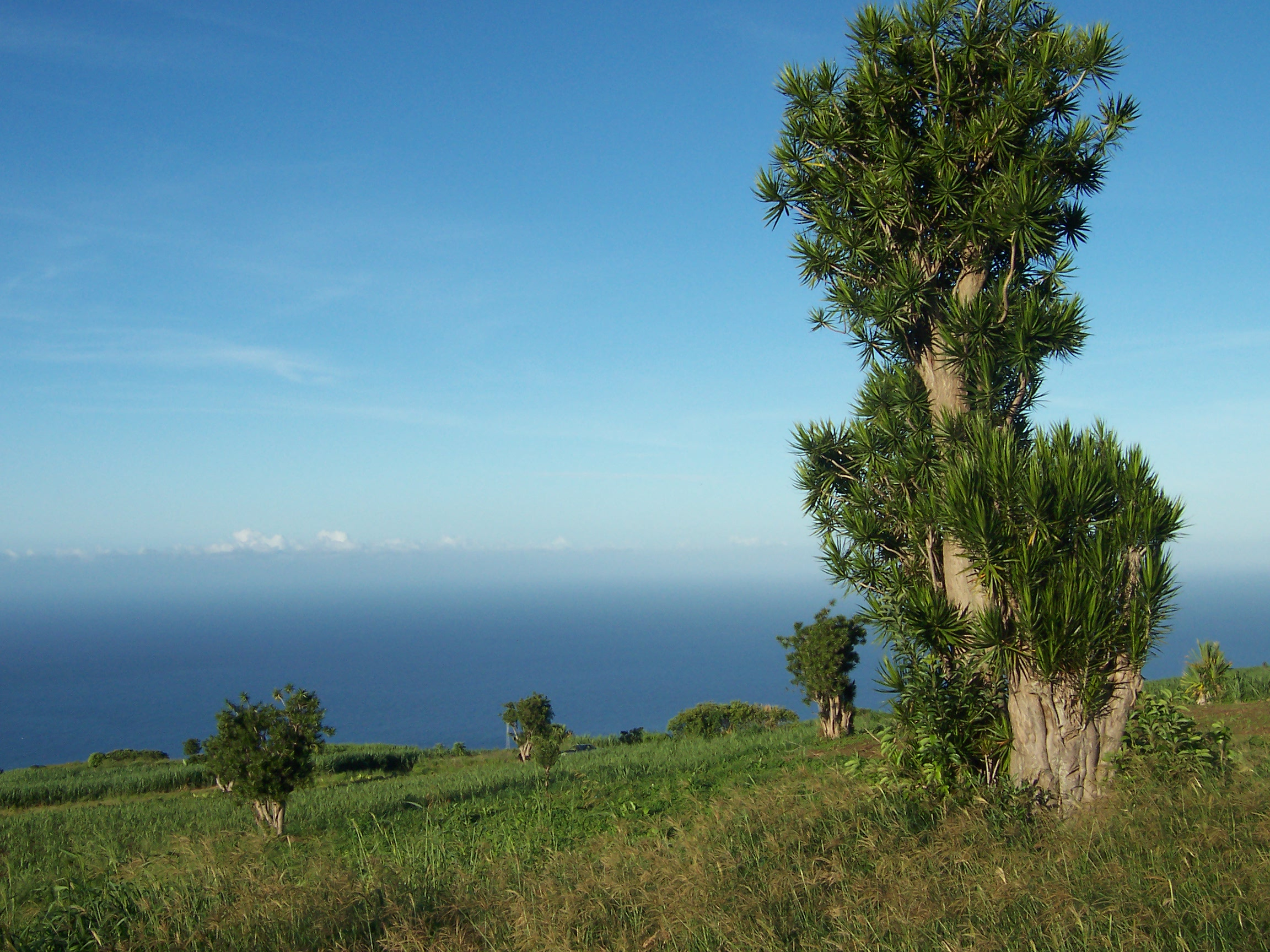
Dracaena reflexa

- Dracaena americana – Amèrica central
- Dracaena aletriformis (Haw.) Bos)
- Dracaena arborea
- Dracaena aubryana Brongn. ex E.Morren (=D. thalioides)
- Dracaena bicolor Hook.
- Dracaena cincta
- Dracaena cinnabari Balf.f.
- Dracaena concinna Kunth
- Dracaena draco (L.) L. Drago o drago de Canàries
- Dracaena elliptica
- Dracaena fragrans (L.) Ker Gawl. (=D. deremensis)
- Dracaena goldieana W.Bull
- Dracaena hookeriana
- Dracaena mannii
- Dracaena marginata Lam.
- Dracaena marmorata
- Dracaena ombet – Gabal
- Dracaena phrynioides
- Dracaena reflexa Lam.
- Dracaena sanderiana Sander ex Mast.
- Dracaena serrulata
- Dracaena surculosa Lindl.
- Dracaena tamaranae, drago de Gran Canària
- Dracaena umbraculifera Jacq.[5]

Antigament incloïa altres espècies, les quals han estat reclassificades en altres gèneres, entre elles:
- Asparagus asparagoides (L.) Druce (com a D. medeoloides per L.f.)
- Cordyline australis (G.Forst.) Endl. (com a D. australis per G.Forst.)
- Cordyline fruticosa (L.) A.Chev. (com a D. terminalis per Lam.)
- Cordyline indivisa (G.Forst.) Steud. (com a D. indivisa per G.Forst.)
- Cordyline obtecta (Graham) Baker (com a D. obtecta per Graham)
- Cordyline stricta (Sims) Endl. (com a D. stricta per Sims)
- Dianella ensifolia (L.) DC. (com a D. ensifolia per L.)
- Liriope graminifolia (L.) Baker (com a D. graminifolia per L.)
- Lomandra filiformis (Thunb.) Britten (com a D. filiformis per Thunb.)[5][6]